# 384 Бурдігала
384 Бурдігала (384 Burdigala) — астероїд головного поясу, відкритий 11 лютого 1894 року у Бордо. Названо на честь Бурдігали — колишнього міста на території нинішнього Бордо.